# Casa de Moneda de Colombia

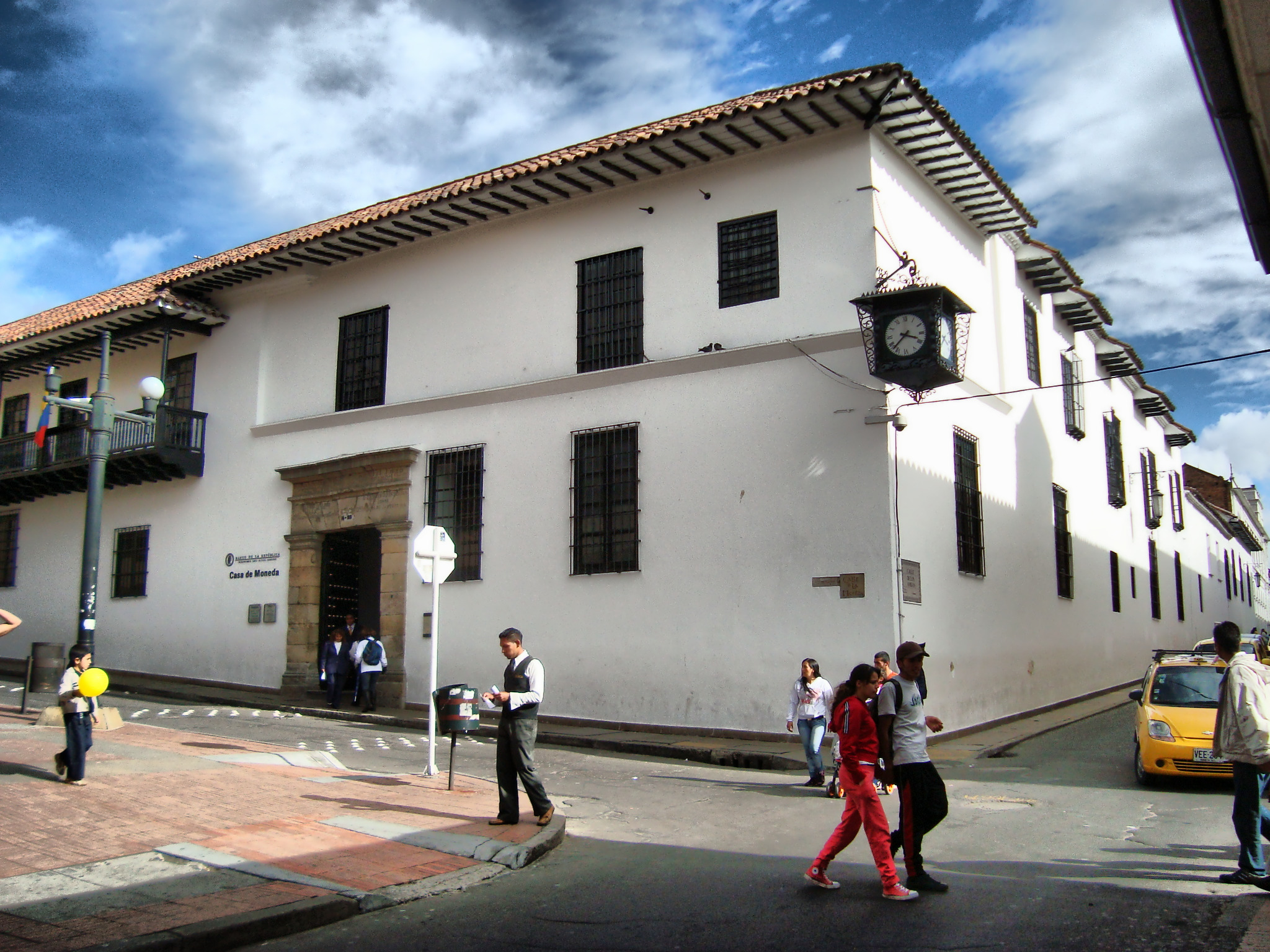
Das Casa de Moneda in Bogotás Stadtteil La Candelaria

Das Casa de Moneda oder Casa de la Moneda in Kolumbiens Hauptstadt Bogotá ist ein historisches Gebäude aus dem 17. Jahrhundert und heute ein Museum. Hier befand sich die ehemalige Münzprägeanstalt des Landes. Das im traditionellen spanischen Kolonialstil gebaute Haus ist in den 1990er Jahren zu einem Museum ausgebaut worden und beherbergt nun die Numismatik der Banco de la República, der Nationalbank Kolumbiens. Das Gebäude im Stadtteil La Candelaria wurde per Dekret 1975 zum Nationalen Monument erhoben und als Museum am 11. November 1996 für die Öffentlichkeit zugänglich gemacht.

## Geschichte

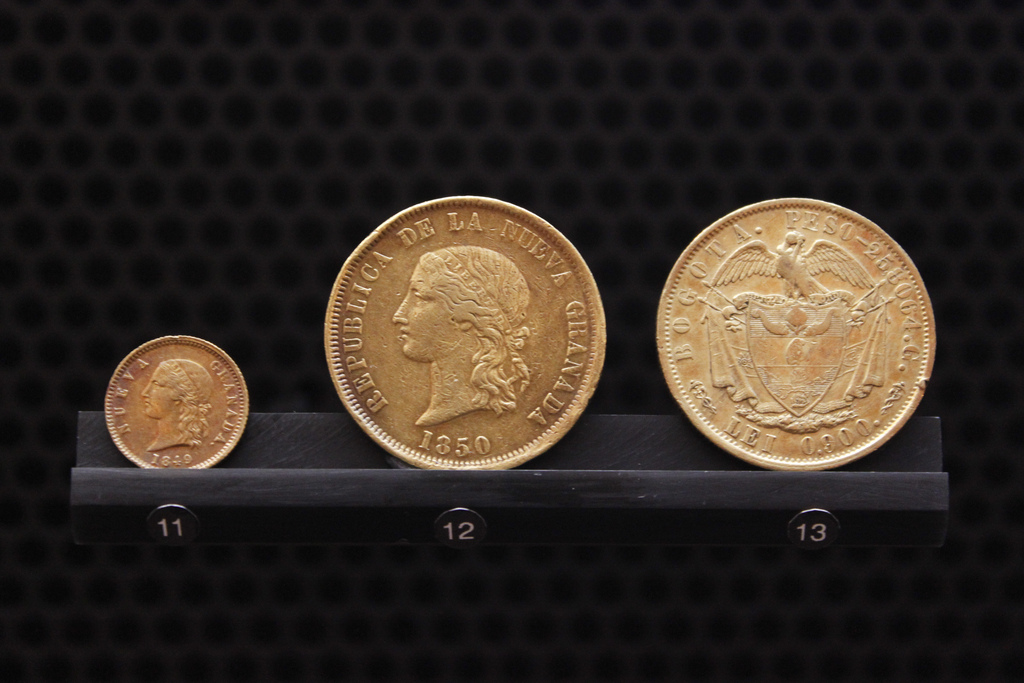
Geldstücke aus der Zeit um 1850 in der Ausstellung

Die Anfänge der Münze gehen bis auf das Jahr 1620 zurück, als König Philipp III. sie als erste Münzanstalt Amerikas einrichten ließ, um Goldmünzen prägen zu lassen. Das heutige Gebäude gilt als ein schönes Beispiel für die zivile Architektur des damaligen Vizekönigreichs Neugranada und wurde im Jahre 1753 von Vizekönig José Solís Folch de Cardona eröffnet. Die Fassade ist nüchtern gestaltet und ein Durchgang zum Innenhof mit rustikalen Säulen, Bögen und einem Garten erwartet die Besucher. Die Dauerausstellung umfasst 8.000 Stücke aus dem Münzkabinett der Nationalbank, die sich im Laufe der Geschichte ansammelten.
Die große Sammlung ist auf zwei Stockwerke verteilt und besteht außer Münzen und Medaillen auch aus Banknoten, Druckmaschinen, Waagen, Wertpapieren, Manuskripten und historischen Dokumenten aus verschiedenen Epochen sowie Exponaten der Münzprägung und Banknotenausgabe der Landeswährung Peso aus dem Jahr 1923. Die Kollektion ist auch mit neueren Akquisitionen und Geschenken angereichert. In der Mehrzahl sind es jedoch die im Umlauf befindlichen Geldeinheiten Kolumbiens seit dem frühen 17. Jahrhundert.
Das Casa de Moneda ist täglich außer dienstags von 9 bis 19 Uhr, sonntags von 10 bis 17 Uhr, geöffnet. Der Eintritt ist frei. Führungen sind kostenlos und müssen im Voraus gebucht werden. Ausführliche Informationen zu den Touren und Öffnungszeiten findet man auf der offiziellen Website des Museums.